# Hội chứng sợ các chất hóa học
Hội chứng sợ các chất hóa học (tiếng Anh: chemphobia hoặc chemonoia), là một sự ác cảm hoặc có những định kiến chống lại các hóa chất hoặc môn hóa học. Hiện tượng này đã khiến mọi người có một mối quan tâm nghiêm túc về các tác động gây hại tiềm tàng của hóa chất tổng hợp, và điều này dẫn đến nỗi lo sợ vô lý về các chất hóa học do quan niệm sai lầm hoặc thiếu hiểu biết về khả năng gây hại của chúng. 

## Định nghĩa
Có những ý kiến khác nhau về việc sử dụng cụm từ chemophobia. Liên minh quốc tế về Hóa học thuần túy và ứng dụng (IUPAC) định nghĩa chemophobia là một "nỗi sợ hãi hóa học phi lý". Theo Hội đồng Khoa học và Sức khỏe Mỹ, chemophobia là một nỗi sợ hãi của các chất tổng hợp phát sinh từ những  "câu chuyện sợ hãi về các chất hóa học" và các tuyên bố phóng đại về sự nguy hiểm của những hóa chất  trên các phương tiện truyền thông. Hội chứng sợ các chất hóa học thường được giải quyết bằng cách thực hiện giáo dục về các chất hóa học  và tiếp cận, tuyên truyền cộng đồng.
Michelle Francl đã viết: "Chúng tôi là một cộng đồng mắc hội chứng sợ các chất hóa học. Hóa chất đã trở thành một từ đồng nghĩa cho một cái gì đó nhân tạo, pha trộn, độc hại, hoặc nguy hiểm."    Xét về nhận thức rủi ro, hóa chất tự nhiên khiến mọi người cảm thấy an toàn hơn so với những hóa chất tổng hợp. Do đó, mọi người thường sợ hóa chất nhân tạo hoặc "không tự nhiên", họ chấp nhận hóa chất tự nhiên mà không hề biết là chúng cũng có thể chứa đựng nguy hiểm hoặc độc hại.
Dự án nghiên cứu các tiềm năng gây ung thư, là một phần của Mạng cơ sở dữ liệu phân tán cấu trúc tìm kiếm (DSSTox) của EPA, đã thử nghiệm hệ thống các tiềm năng gây ung thư, cả tự nhiên lẫn tổng hợp và xây dựng cơ sở dữ liệu công khai  từ những năm 1980. Công việc của họ là cố gắng lấp đầy những khoảng trống trong kiến thức khoa học của mọi người về khả năng gây ung thư của tất cả các hóa chất, cả tự nhiên lẫn tổng hợp.

## Nguyên nhân và tác hại
Giáo sư hóa học Pierre Laszlo viết rằng các nhà hóa học lịch sử đã từng trải qua hội chứng sợ các chất hóa học do ảnh hưởng từ phần lớn dân số, điều này được cho rằng hội chứng này bắt nguồn từ cả hai phíaː trong các khái niệm phi lý,sai lầm của xã hội và trong các mối quan tâm thực sự trong thực tế (chẳng hạn như chiến tranh hóa học và thảm họa công nghiệp). Giáo sư Gordon Gribble đã viết rằng sự bắt đầu của hội chứng sợ các chất hóa học có thể được cho là do cuốn sách Mùa xuân im lặng, và những sự kiện tiếp theo như sự ô nhiễm của Times Beach ở Missouri và thảm họa tại Bhopal, Ấn Độ, những vụ việc này đã làm hội chứng này ngày càng trở nên trầm trọng. Những sự kiện này đồng thời đã dẫn đến sự liên kết giữa từ "hóa học" và các quan niệm về những thứ không tự nhiên hoặc nhân tạo, họ cho rằng chúng là vô cùng nguy hiểm. Ngành công nghiệp hóa chất đã chuyển sang làm hóa chất chỉ sử dụng làm hương liệu hoặc sản xuất hương liệu bằng cách sử dụng công nghệ sinh học thay vì hóa học tổng hợp, như thế các sản phẩm của họ có thể được gắn mác là "tự nhiên".
Theo Hội đồng khoa học và sức khỏe Mỹ, hội chứng sợ các chất hóa học là một hiện tượng đang phát triển trong cộng đồng người Mỹ và đã đạt đến tỷ lệ tương ứng với một "dịch bệnh" trong cộng đồng. Trong một cuốn sách được xuất bản bởi Hội đồng này, Jon Entine viết rằng điều này một phần là do xu hướng mọi người thường thể hiện sự lo sợ khi có sự hiện diện của hóa chất trong cơ thể của họ, hoặc trong môi trường, ngay cả khi các hóa chất có trong những phân tử nhỏ, nhưng thực tế những nỗi lo này là vô lý vì các hóa chất này có thể là vô hại đối với con người.